# (10711) Псков
(10711) Псков (лат. Pskov) — астероид главного пояса, который был открыт 15 октября 1982 года советским астрономом Людмилой Журавлёвой в Крымской обсерватории и назван в честь старинного русского города Пскова.

Орбита астероида Псков и его положение в Солнечной системе